# Hans Jakob
Hans Jakob (16 de juny de 1908 - 24 de març de 1994) fou un futbolista alemany de la dècada de 1930.
Fou 38 cops internacional amb la selecció alemanya amb la qual participà en la Copa del Món de futbol de 1934 i 1938.
Pel que fa a clubs, defensà els colors de SSV Jahn Regensburg i FC Bayern Múnic.